# 미노와촌 (후쿠시마현 아사카군)
미노와촌(箕輪村)은 후쿠시마현 아사카군에 일찍이 존재했던 촌이다.

## 지리
- 현재 고리야마시의 남서부 및 고난촌의 남쪽에 위치하고 있었다.
- 촌 지역은 산이 많은 지형이다.

## 역사
- 1889년 4월 1일 - 정촌제 시행에 의해 2촌이 합병해 아사카군 미노와촌이 성립하였다.
- 1892년 7월 21일 - 미노와촌은 분립에 의해 소멸하였다.

### 변천사
| 1868年 以前 | 1868年 以前 | 明治8年  | 明治22年 4月1日 | 明治25年 7月21日 | 昭和30年 3月31日 | 昭和40年 5月1日 | 現在       |
| ----------- | ----------- | -------- | --------------- | ---------------- | ---------------- | --------------- | ---------- |
|             | 나카지촌    | 나카노촌 | 미노와촌        | 나카노촌 분립    | 고난촌           | 고리야마시      | 고리야마시 |
|             | 安佐野村    | 나카노촌 | 미노와촌        | 나카노촌 분립    | 고난촌           | 고리야마시      | 고리야마시 |
|             | 미요촌      | 미요촌   | 미노와촌        | 미요촌 분립      | 고난촌           | 고리야마시      | 고리야마시 |

## 인구
- 1,487명 (가도카와 일본지명대사전을 바탕으로 작성됨)

## 참고문헌
- 角川日本地名大辞典編纂委員会『角川日本地名大辞典 7 福島県』、角川書店、1981年 ISBN 4040010701
- 日本加除出版株式会社編集部『全国市町村名変遷総覧』、日本加除出版、2006年、ISBN 4817813180